# Igor Olegowitsch Konowalow
Igor Olegowitsch Konowalow (russisch Игорь Олегович Коновалов; * 8. Juli 1996 in Beloretschensk) ist ein russischer Fußballspieler.

## Karriere

### Verein
Konowalow begann seine Karriere bei Spartak Moskau. Zur Saison 2014/15 wechselte er in die Jugend des FK Kuban Krasnodar. Zur Saison 2015/16 rückte er in den Profikader Kubans. Sein Debüt in der Premjer-Liga gab er im Juli 2015, als er am dritten Spieltag jener Saison gegen den FK Ufa in der 76. Minute für Roman Pawljutschenko eingewechselt wurde. Bis Saisonende kam er zu drei Einsätzen für Krasnodar in der Premjer-Liga, aus der der Verein jedoch zu Saisonende absteigen musste. In der Saison 2016/17 kam er zu 13 Einsätzen für Kuban in der Perwenstwo FNL, zudem spielte er 17 Mal für die Zweitmannschaft in der drittklassigen Perwenstwo PFL.
Nach weiteren 23 Zweitligaeinsätzen wechselte Konowalow im Februar 2018 zum Erstligisten Rubin Kasan. Bis zum Ende der Saison 2017/18 kam der Mittelfeldspieler zu sieben Einsätzen für die Tataren in der Premjer-Liga. In der Saison 2018/19 kam er zu 27 Einsätzen, in der Saison 2019/20 kam er in 29 Spielen zum Einsatz, lediglich ein Spiel verpasste er gesperrt. Zur Saison 2020/21 verlor er allerdings seinen Stammplatz in Kasan und kam bis zur Winterpause nur sechsmal zum Einsatz. Daraufhin wurde er im Januar 2021 an den Ligakonkurrenten Arsenal Tula verliehen. Bis zum Ende der Leihe kam er zu neun Erstligaeinsätzen.
Zur Saison 2021/22 wurde Konowalow innerhalb der Liga an Achmat Grosny weiterverliehen. Für Grosny kam er zu 25 Einsätzen in der Premjer-Liga. Zur Saison 2022/23 folgte die dritte Leihe, diesmal an Ural Jekaterinburg. Verletzungsbedingt kam er aber nur zu sechs Einsätzen für Ural. Zur Saison 2023/24 kehrte er wieder nach Kasan zurück. Dort kam er bis zur Winterpause aber nur einmal zum Einsatz.
Im Januar 2024 verließ Konowalow Kasan daraufhin endgültig und wechselte zum Zweitligisten FK SKA-Chabarowsk.

### Nationalmannschaft
Konowalow absolvierte zwischen Mai 2017 und Oktober 2018 fünf Spiele für die russische U-21-Auswahl.